# 諾克斯縣 (緬因州)
諾克斯縣（英語：Knox County）是位于美国缅因州的一個縣，面積2,958平方公里。根據2020年美國人口普查，共有人口40,607人。縣治羅克蘭（Rockland）。該縣成立於1860年3月9日，縣名紀念首任美国战争部长亨利·诺克斯（Henry Knox）。